# Neferneferuaton tascherit
Neferneferuaton (tascherit) (Nefer-neferu-Aton (ta-scherit)) war eine altägyptische Prinzessin der 18. Dynastie und die vierte Tochter von König (Pharao) Echnaton und seiner Großen königlichen Gemahlin Nofretete.
Der Name Neferneferuaton bildet sich aus einer Zusatzbezeichnung (Neferneferuaton – „Vollkommen sind die Vollkommenheiten des Aton / Vollkommenste des Aton“) ihrer Mutter Nofretete, die diese etwa ab dem 6. Regierungsjahr in einer Kartusche erhielt, und der Namenserweiterung „ta-scherit“, was als „die Kleine, das Kind“ übersetzt wird.
Wie bei allen Töchtern Echnatons bestehen auch zu ihrem Geburtsjahr Unsicherheiten. Die Annahmen liegen entweder zwischen dem 7. und 10. oder dem 6. und 9. Regierungsjahr Echnatons. Sie ist mit Sicherheit vor dem 12. Regierungsjahr Echnatons geboren, da sie in einer Szene, die in dieses Jahr datiert, dargestellt wird. Eine andere Abbildung, eine Trauerszene im Königsgrab von Achet-Aton, zeigt sie zusammen mit weiteren Familienangehörigen vor der Totenstatue ihrer älteren Schwester Maketaton.